# Cheswick (Pennsylvanie)
Pour les articles homonymes, voir Cheswick.
Cheswick est un borough situé dans le comté d'Allegheny, en Pennsylvanie, aux États-Unis,. En 2010, il comptait une population de 1 746 habitants. Il est incorporé le 4 mars 1902.

## Démographie
Lors du recensement de 2010, le borough comptait une population de 1 746 habitants. Elle est estimée, en 2017, à 1 703 habitants.

## Personnalité
- Innokenty Pavlovitch Tolmachev (1872-1950), géologue, paléontologue et explorateur, y est mort.